# Hey You (canción de Madonna)
«Hey You» es una canción compuesta e interpretada por la cantante estadounidense Madonna para la campaña Live Earth, una serie de conciertos realizados con el objetivo de generar conciencia sobre el cambio climático. La producción quedó a cargo de la cantante y de Pharrell Williams. Es una balada de medio tempo, con influencias de la música folk, y la letra es una llamada de atención para que las personas se responsabilicen de su impacto individual en el ambiente. Además, Madonna transmite un mensaje de solidaridad, renovación interior y amor propio.
«Hey You» estuvo disponible en un primer momento como descarga gratuita por siete días, desde el 17 de mayo de 2007, en el sitio oficial de MSN. Una semana después, la compañía Warner Bros. Records la publicó oficialmente como sencillo y figuró posteriormente en el CD de los conciertos de Live Earth, en diciembre de ese año. En términos generales, obtuvo reseñas variadas tanto de los críticos musicales como de los seguidores de la cantante: si bien no quedaron conformes con la letra, elogiaron su compromiso con la caridad. Desde el punto de vista comercial ingresó a las listas de Canadá, Italia, Reino Unido, República Checa, Suecia y Suiza.
Para la promoción del sencillo se creó un videoclip dirigido por Madonna y Johan Soderberg; en él se intercalan escenas de devastaciones ambientales con imágenes de líderes políticos. La artista interpretó el tema en vivo en el concierto de Live Earth en Londres, el 7 de julio de 2007. En la actuación estuvo acompañada de un coro de niños en uniforme escolar, mientras que en las pantallas se mostraban imágenes del vídeo promocional.

## Antecedentes y publicación
«Hey You» fue compuesta especialmente para la campaña Live Earth, una serie de conciertos realizados con el objetivo de «desencadenar un movimiento global para resolver la crisis climática». Madonna compuso la canción inspirándose en dicha campaña sobre el cambio climático. El evento lanzó un movimiento popular para combatir la crisis climática y reunió a más de cien artistas destacados y dos mil millones de personas en una serie de conciertos que se llevaron a cabo en Nueva York, Londres, Sídney, Tokio, Shanghái, Johannesburgo, Río de Janeiro, Hamburgo e Istambul. Esto marcó el inicio de una campaña multianual liderada por la fundación Alliance for Climate Protection (Alianza para la Protección de Clima) con el fin de que las personas, las corporaciones y los gobiernos tomen medidas.
La canción estuvo disponible como descarga gratuita por siete días, desde el 17 de mayo de 2007 y en formato MP3, a través del sitio oficial de MSN. Para el primer millón de descargas, Microsoft se comprometió a pagar veinticinco centavos que fueron destinados a la Alliance for Climate Protection, dirigida por Al Gore, organizador del evento. El fundador de Live Earth, Kevin Wall, dijo en un comunicado: «La publicación anticipada de la canción es una ayuda increíble a nuestros esfuerzos para que las personas se involucren en la causa ambiental. Estamos encantados de que Madonna done su arte a Live Earth y que forme parte de nuestro movimiento». Una semana después, el 24 de mayo, se puso a la venta como sencillo en las tiendas de iTunes y figuró posteriormente en el CD Live Earth - The Concerts for a Climate in Crisis, publicado por Warner Bros. Records el 4 de diciembre de ese mismo año.

## Composición
«Hey You» fue compuesta y producida por Madonna, con participación de Pharrell Williams en la producción, y grabada en la ciudad de Londres. Este último también contribuyó en la guitarra, así como Monte Pittman, y en el teclado. Es una balada simple y «sincera» de medio tempo, con influencias de la música folk, e inicia con el verso Hey you / Don't you give up / It's not so bad / There's still a chance for us («Oye, tú, no te rindas, no es tan grave, todavía hay una oportunidad para nosotros»). En la canción Madonna hace un llamado a «la solidaridad, la renovación interior y el amor propio», y la letra es un llamado para que las personas se responsabilicen de su impacto individual en el ambiente. Michael Hirschorn de The Atlantic expresó que el mensaje aboga «con audacia que purificar el alma de uno mismo puede abrir el camino para cambiar la mente de los demás». Para el periódico El Universo, la canción trata sobre el amor y de «salvarse los unos a los otros». Según The New York Times, el verso You can change someone else / Then you have saved someone else / But you must first love yourself («Puedes hacer cambiar a otra persona, entonces habrás salvado a alguien más. Pero primero debes amarte») era la «mayor lección» en el tema. Daryl D., de Blogcritics, observó que «Hey You» parecía inspirada en «Imagine» de John Lennon y analizó que el mensaje es ayudar a hacer del mundo un lugar mejor. La canción inicia con el sonido de una guitarra acústica y luego conduce a un estribillo instrumental, descrito por el autor como «simple y conmovedor».

## Recepción crítica
En términos generales, «Hey You» obtuvo comentarios variados de los críticos musicales. Por ejemplo, Jon Pareles del New York Times, en su reseña a Live Earth, llamó al tema un «vals firmemente edificante» pero remarcó que la letra no era exactamente «inspiradora» y que «Express Yourself» (1989) tenía más potencial como himno. Además, aseguró que la línea Don't you give up/It's not so bad no era «totalmente elocuente». En su crítica al álbum Hard Candy, el mismo periodista observó que fracasó en ser el equivalente a «Imagine» de Lennon y que la canción «vino y se fue». Alessandra Stanley, del mismo periódico, comentó que tenía un mensaje «simple» en líneas como Don't you give up/it's not so bad/there's still a chance for us. Tom Breihan del Village Voice concluyó que «no logra mostrar ningún rastro de personalidad, ni de él [Pharrell Williams] ni de ella [Madonna]». Sarah Hall de E! mencionó que era poco probable que inspirase a los oyentes a ir a la pista de baile, y Jude Rogers de The Guardian lo llamó un «sencillo de caridad cursi». La respuesta de los seguidores en varios sitios dedicados a la cantante también fue variada: algunos de ellos habían calificado el mensaje como «demasiado sentimental» y la letra «débil», mientras que otros lo vieron como «dulce» y «no tan mala», como así también elogiaron el compromiso de la artista con la caridad.
En una opinión positiva, Michael Hirschorn de The Atlantic dijo que la canción era una prueba de que «el corazón de Madonna estaba en el lugar correcto». Daryl D. de Blogcritics elogió la producción «sobresaliente» y afirmó que, a pesar de que la letra era un poco «cliché», la cantante ofrece su «mejor interpretación vocal desde los años de Evita y agrega sentimientos cuando la letra falla». Sumado a ello, reconoció que el tema ha demostrado también que Madonna «aporta más en sus propios discos de lo que sus críticos le dan crédito, porque esto no suena en absoluto como una canción que Pharrell Williams produciría». Finalizó así: «Los fanáticos de Madonna pueden estar contentos de que, a diferencia de muchos de sus colegas de los años ochenta, sigue siendo una fuerza creativa a tener en cuenta». Por último, en febrero de 2013 Matthew Rettenmund, autor del libro Encyclopedia Madonnica, la incluyó en el puesto número 213 en «La inmaculada percepción: cada canción de Madonna, de peor a mejor», una lista creada sobre las 221 pistas grabadas por la intérprete desde sus primeros comienzos en 1980 hasta ese entonces.

## Recepción comercial
«Hey You» solo se publicó de manera digital y no hubo ningún lanzamiento físico, esto con el fin de que los discos no emitieran dióxido de carbono. A pesar de ello, logró ingresar a los rankings en su segunda semana de ventas gracias a las descargas pagadas. En Canadá ingresó tanto a la lista oficial como a la de ventas digitales, ambas elaboradas por la revista Billboard. En la primera de ellas se ubicó en el puesto cincuenta y siete el 16 de junio de 2007 y estuvo solo una semana, mientras que en la segunda su recibimiento fue mejor y llegó al número veintiséis. En Suecia ocupó el puesto cincuenta y siete el 21 de ese mes y permaneció en total veintiún días en la lista. En Suiza entró por primera vez el 29 de julio en el lugar sesenta, pero en la edición siguiente descendió treinta y un lugares. La canción comenzó a ascender y finalmente alcanzó el cincuenta y cinco el 2 de septiembre; en total, estuvo siete semanas. «Hey You» obtuvo una recepción más favorable en países como Italia, donde llegó al 37.º puesto en su cuarta semana en la lista el 25 de junio, y en República Checa, donde alcanzó el noveno lugar en la lista de radios de la Federación Internacional de la Industria Fonográfica (IFPI). El sencillo tuvo un menor recibimiento en Reino Unido, pues solo logró ubicarse en el puesto 187. En Estados Unidos, a pesar de que para julio de 2007 había vendido 3000 copias luego de que estuviera disponible en la tienda iTunes, no logró ingresar a la lista de temas digitales debido a que Billboard y Nielsen SoundScan no aplican las descargas gratuitas en sus listas.

## Promoción

### Vídeo musical
Para la promoción de «Hey You» se creó un videoclip promocional dirigido por Madonna y Johan Soderberg y disponible en junio de 2007 a través de los formatos Windows Media Video (WMV) y QuickTime. En él se intercalan escenas de devastaciones ambientales, tales como incendios, centrales nucleares, matanza de animales y casquetes de hielo derritiéndose, con imágenes de líderes «visionarios» como Nelson Mandela, Aung San Suu Kyi y Mahatma Gandhi y «aficionados actuales» como George W. Bush, Gordon Brown y Nicolas Sarkozy. Finaliza con una imagen de niños de África lanzando un globo terráqueo al aire, que luego se transforma en una imagen de la Tierra vista desde el espacio. Como reseña, Michael Hirschorn de The Atlantic lo llamó un «clásico agitprop de celebridad».

### Presentación en vivo

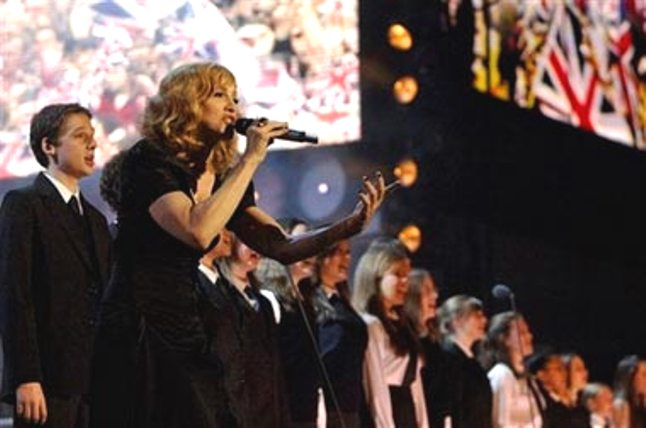
Madonna, acompañada de un coro de niños en uniforme escolar, interpretando «Hey You» en el concierto Live Earth en Londres

El 10 de abril de 2007, el sitio oficial de Live Earth anunció que Madonna sería uno de los diecisiete artistas principales que se presentaría en el concierto de Londres, en el estadio Wembley, el 7 de julio de ese año. La cantante, que fue la última en presentarse antes de que el espectáculo se trasladara a Nueva York, interpretó «Hey You», «Ray of Light», «La isla bonita» (junto con algunos integrantes de la banda Gogol Bordello) y «Hung Up»; la primera canción también se usó como interludio entre cada artista que cantaba. La actuación inició con el apagado simbólico de toda la iluminación, lo que dejó al estadio en una «verdadera oscuridad», a excepción de las luces del escenario y de las cámaras. El actor Terence Stamp, quien presentó el espectáculo, declaró: «No dejemos que esto nos oscurezca, seamos iluminados por esto. ¡Que sea el comienzo de una aventura!». A continuación, la artista apareció vestida con un leotardo de satén negro y el cabello rizado, al estilo de los años 1930, y acompañada de un coro de niños «sonrientes» en uniforme escolar. Alessandra Stanley del New York Times lo comparó con el coro del colegio Hogwarts de la serie de novelas Harry Potter. En las pantallas se proyectaba tanto la letra de la canción en sobretítulos como el vídeo promocional, con imágenes de líderes mundiales, desastres naturales y fábricas contaminantes. En una opinión sobre el concierto, Ben Wener del Orange County Register comentó que el «dramático set» de Madonna alcanzó «su estándar de oro» y equilibró de manera hábil las «declaraciones sensatas» en «Hey You» con la «diversión multicultural» de «La isla bonita».

## Lista de canciones
| Descarga digital |           |              |                           |          |  |
| N.º              | Título    | Escritor(es) | Productor(es)             | Duración |  |
| 1.               | «Hey You» | Madonna      | Madonna Pharrell Williams | 4:16     |  |

## Posicionamiento en listas
| País (Lista 2007)               | Posición más alta |
| ------------------------------- | ----------------- |
| Canadá (Canadian Hot 100)       | 57                |
| Canadá (Canadian Digital Songs) | 26                |
| Italia (FIMI)                   | 36                |
| Reino Unido (UK Singles Chart)  | 187               |
| República Checa (ČNS IFPI)      | 9                 |
| Suecia (Sverigetopplistan)      | 57                |
| Suiza (Schweizer Hitparade)     | 55                |

## Créditos y personal
- Madonna: voz, composición, producción.
- Pharrell Williams: producción, guitarra, teclado.
- Mirwais Ahmadzaï: guitarra.

Créditos adaptados de Discogs.